# Premonition
Premonition, titulada en español Premonition: 7 días en España y Premoniciones en Hispanoamérica, es una película de suspense filmada en Luisiana, Estados Unidos. Dirigida por Mennan Yapo y escrita por Bill Kelly. Protagonizada por Sandra Bullock y con Julian McMahon, Nia Long, Amber Valletta y Peter Stormare interpretando personajes secundarios. La película fue producida por Hyde Park Entertainment y estrenada el 16 de marzo de 2007 en Norteamérica por TriStar Pictures. El argumento se centra en un ama de casa, llamada Linda Hanson, que sufre una premonición en la que su marido muere en un accidente de tráfico, teniendo una semana para tratar de evitarlo.
El rodaje empezó en enero de 2006 en el estado de Luisiana, finalizando cuarenta y cinco días después. La película recibió comentarios negativos por parte de la crítica, mencionando la incoherencia del guion pero alabando la interpretación de Sandra Bullock. Obtuvo unos moderados ingresos en taquilla de $84 millones de USD tras su exhibición mundial, habiendo contado con un presupuesto de $20 millones.

## Argumento
Linda Hanson (Sandra Bullock) tiene una casa preciosa, un marido que la quiere y dos hijas realmente adorables. Su vida es perfecta, hasta que recibe una devastadora noticia: su marido Jim (Julian McMahon) ha fallecido en un trágico accidente de coche.  
Pero, ¿se lo ha imaginado? Al despertarse a la mañana siguiente, Linda descubre que su marido sigue vivo. En un principio, Linda cree que el accidente pudo haber sido una pesadilla hasta que ocurre de nuevo al día siguiente. Algunos días Jim sigue a su lado cuando se despierta, pero otros debe enfrentarse a la realidad de haberse quedado viuda. 
Por alguna razón inexplicable, los días de la semana están desordenados. La traumática premonición de Linda desencadena una serie de extraños sucesos que alteran el tiempo. Su mundo está de cabeza y estas circunstancias surrealistas hacen que descubra que su vida quizá no era tan idílica como parecía. En un intento desesperado por salvar a su familia, Linda lucha furiosamente contra el tiempo y el destino para intentar conservar todo lo que ella y Jim han construido juntos.

## Reparto
- Sandra Bullock como Linda Hanson, un ama de casa que tiene una premonición en la que su marido muere en un accidente de tráfico.
- Julian McMahon como Jim Hanson, el marido de Linda.
- Nia Long como Annie, la mejor amiga de Linda.
- Kate Nelligan como Joanne, la madre de Linda.
- Amber Valletta como Claire, una compañera de trabajo de Jim.
- Peter Stormare como el Dr. Roth, el psiquiatra que atiende a Linda tras tener la premonición.
- Courtney Taylor Burness como Bridgette Hanson, la hija mayor de Linda y Jim.
- Shyann McClure como Megan Hanson, la hija menor de Linda y Jim.

## Producción

### Desarrollo
Los productores pensaron en  Mennan Yapo porque sentían que estaban haciendo un thriller que no seguía los cánones establecidos de Hollywood. El director alemán ya había dirigido previamente la producción Soundless (2004), cinta que contaba con la estética que los productores querían para Premonition, llegando a la conclusión de que Yapo sería el director perfecto. 
En la primavera de 2005 el guion le fue ofrecido a Mennan Yapo con el fin de que dirigiera la cinta. "Es una mezcla de suerte y bendición y personas creyendo en ti. También sentí cuando leí el guion que había ideas en él que tenían sentido para mí y que podría llevarlas a cabo. Siempre trato de encontrar algo con lo que pueda decir: este guion lo podía haber escrito yo, podría ser mío. Fue algo con lo que me pude identificar". "Todo fue muy rápido, ocho meses más tarde estábamos rodando la película. El guion estaba allí y a Sandy le gustó. Fue una oportunidad. Estoy muy, muy feliz".
Las negociaciones con Sandra Bullock para que encabezara el reparto empezaron en agosto de 2005. El 10 de noviembre se comunicó que Julian McMahon se unía al elenco. El 1 de marzo de 2006 se anunció que Nia Long, la modelo Amber Valletta y la candidata al Premio Óscar Kate Nelligan se incorporaban al reparto, con el rodaje ya iniciado.

### Rodaje
Inicialmente la filmación se iba a llevar a cabo en Nueva Orleans, pero tras el paso del huracán Katrina los productores se vieron obligados a buscar una nueva localización. El rodaje comenzó en febrero de 2006 en Shreveport en el estado de Luisiana, donde tuvo lugar la mayor parte del rodaje. Las escenas en las que transcurre la premonición fueron rodadas en la ciudad de Minden, también situada dentro del mismo estado.
A pesar de que los guiones gráficos habían sido enviados a los actores principales, Yapo y Torten Lippstock trataban de encontrar algo que fuese nuevo y refrescante, algo que los actores no hubiesen visto durante los ensayos. 
Como ejemplo el director comentó:

Mientras grabábamos la escena en la que el sheriff informa a Linda de que su marido ha muerto en un accidente de coche, había mucho ruido fuera, que provenía de un enorme árbol situado en el otro lado de la calle, donde milagrosamente había –lo juro por Dios- como 300 pájaros. El sonido era increíblemente fuerte. Él [Torten Lippstock] quería deshacerse de ellos pero le dije: «No, esta es la ironía. Acaba de llegar el sheriff para decirte que tu marido se ha muerto en un accidente de tráfico y el sonido de fondo para ese específico momento es el canto de los pájaros, es justo lo contrario que podrías esperar para un momento así. Pero así es la vida. Es un contrapunto. ¿Dónde están esos pájaros ahora? No lo sabemos. Nadie lo sabe». Y yo dije: «Esto es perfecto, quiero esos pájaros y el sonido original». 
 En algún momento le dije a mi director de fotografía: «Ok, ponte la cámara en el hombro. Tenemos que filmar a los pájaros porque de lo contrario no vamos a entender lo que estamos escuchando». Así que lo filmamos. Envié a alguien con un bate de béisbol y golpeó el árbol para que los pájaros se fueran volando. Fue perfecto. Luego cambié la interpretación de Sandra y le dije: «Cuando el sheriff se haya ido quiero que mires el árbol» (que es de donde provenía el ruido). Ella lo hizo y cortamos esa escena en ese momento. Los pájaros vuelan lejos y ella está sola y entonces el sonido se desvanece. No hay sonido. Nada. Un vacío. Y todo lo que ocurrió fue sin haberlo planeado en ningún momento. Trato de aprovechar esos accidentes o casualidades. Fue increíble. Fue perfecto, vino de la realidad y te ponía los pelos de punta. Estábamos preparados para hacerlo. Podíamos adaptarnos perfectamente a la situación.

Durante el rodaje de la escena en la que Sandra Bullock es retenida en el hospital y trata de desatarse de la silla en la que está sentada la actriz se cortó accidentalmente. Así que en vez de usar una doble de cuerpo para la inyección, fue realmente Bullock quien recibía la vacuna contra el tétanos.
El estreno tuvo lugar el 12 de marzo de 2007 en el ArcLight Hollywood Cinerama Dome en la ciudad de Hollywood (estado de California).

## Recepción

### Taquilla
Premonition fue estrenada el 16 de marzo de 2007 en Estados Unidos. Durante su primer día en exhibición sumó $6.4 millones, convirtiéndose en la segunda opción más vista de la jornada. Proyectada en 2.831 salas la recaudación en su primer fin de semana fue de $17.5 millones, ocupando la tercera posición del ranking, por delante de Dead Silence y por detrás de Wild Hogs. Una encuesta realizada por Sony a la salida de los cines determinó que el 66 % de la audiencia era femenina y el 61 % mayor de 25 años. Acumuló $47.8 millones en Estados Unidos y Canadá. El presupuesto invertido en la producción fue de $20 millones. 
La cinta fue estrenada el 16 de marzo de 2007 en Reino Unido, ocupando la segunda posición de la tabla con £1.02 millones de libras. En España fue distribuida con 251 copias y obtuvo el primer puesto con $1.2 millones. En México llegó a los cines el 18 de mayo debutando con $1.1 millones en segunda posición. En Alemania alcanzó la tercera plaza con $0.6 millones el fin de semana de apertura. Acumuló más de $84 millones, siendo el total recolectado en mercados internacionales de $36.2 millones. Es la producción número sesenta y cuatro que más recaudó en 2007 tras su exhibición mundial.
Ventas para el mercado doméstico
Premonition fue estrenada por Sony Pictures Home Entertainment en DVD el 16 de julio de 2007 en Norteamérica. Durante su primera semana a la venta ocupó la primera posición de los DVD más vendidos con 730.538 unidades vendidas, generando unos ingresos adicionales de $14.6 millones. Durante su segunda semana las ventas bajaron un 68 %, generando otros $4.6 millones y un cómputo global de $19.2 millones. Hasta el 14 de agosto de 2011 el film había generado unos $33.5 millones adicionales a lo obtenido en taquilla.

### Respuesta crítica
Premonition obtuvo críticas negativas. El film ostenta un 8 % de comentarios positivos en Rotten Tomatoes basado en 161 comentarios con una media de 3.8 sobre 10, con el siguiente consenso: "sobredosis de flashbacks, más portentosos que reveladores, la premonición es demasiado obtusa y tiene giros argumentales vistos antes en películas como The Sixth Sense o Memento". Metacritic, que asigna una media ponderada, otorgó a la película un 29 % de comentarios positivos, basado en 30 críticas. Claudia Puig señaló para el USA Today que «Premonition es a la vez triste y absurda, que carece de una lógica intrínseca y con un terrible ritmo. Un tira y afloja que mata cualquier posibilidad de que tenga valor como entretenimiento». Robert Denerstein dijo que «ella está confundida. Nosotros estamos confundidos. Así es la película». Peter Travers, de Rolling Stone, puntuó la cinta con una estrella sobre cuatro y escribió que «tengo la premonición de que te va a importar un bledo».
Por otro lado la interpretación de Bullock fue alabada. Bruce Westbrook manifestó que la película era «sombría pero conmovedora. Premonition tiene una buena interpretación dramática de Sandra Bullock y un superficial argumento que no chirría hasta el final». Wesley Lovell puntuó la producción con 3 estrellas sobre 5 diciendo que era «un drama con giros temporales que ata todos los detalles en una conclusión satisfactoria. Sandra Bullock realiza una de sus mejores interpretaciones hasta la fecha».

### Premios
| Año  | Premio                 | Categoría                                                     | Persona(s)              | Resultado |
| ---- | ---------------------- | ------------------------------------------------------------- | ----------------------- | --------- |
| 2008 | People's Choice Awards | Favorite Movie Drama                                          | Favorite Movie Drama    | Candidata |
| 2008 | Young Artist Awards    | Best Performance in a Feature Film - Supporting Young Actress | Courtney Taylor Burness | Candidata |